# Marina Kylberg

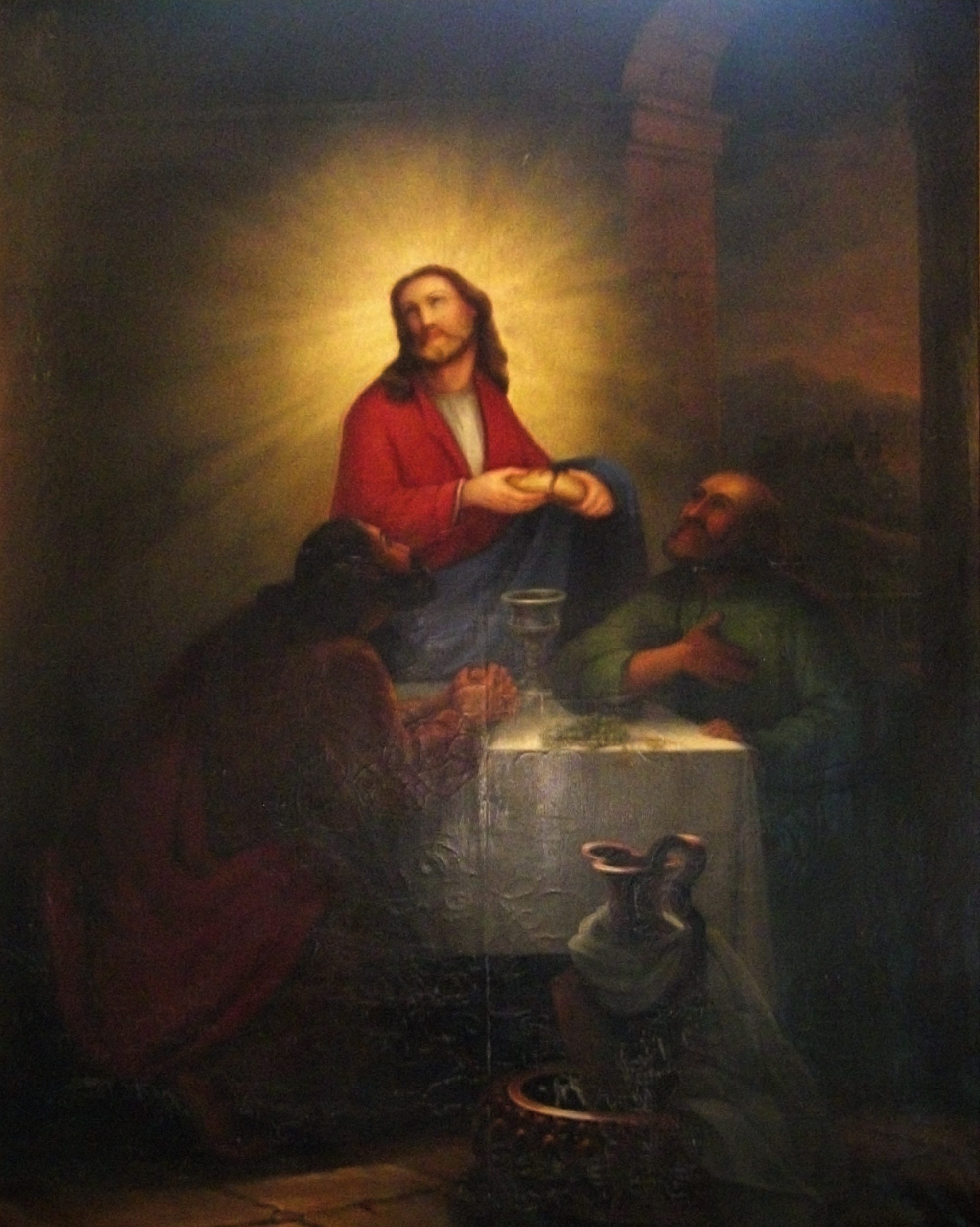
Altartavlan i Tuns kyrka föreställande Kristus och Emmauslärjungarna.

Maria Wilhelmina Marina Kylberg, född 25 december 1828 på Blaxtorp, Tuns socken Skaraborgs län, död på Såtenäs i samma socken 22 februari 1864, var en svensk konstnär. Hon var dotter till Lars Wilhelm Kylberg samt syster till agronomen Hjalmar Kylberg och konstnären Regina Kylberg-Bobeck.
Sin första undervisning fick hon från fadern, lantbrukare i Såtenäs som i sin ungdom ägnat sig åt konst. Därefter studerade hon i Stockholm hos Edvard Bergh och i Düsseldorf hos Oswald Achenbach. Hon hade just fått ett stipendium för en utrikes studieresa, när hon avled 1864. Kylberg är representerad vid bland annat Västergötlands museum.

## Verk i urval
- Altartavla i Tuns kyrka